# Hayes (Luisiana)
Hayes es un lugar designado por el censo ubicado en la parroquia de Calcasieu en el estado estadounidense de Luisiana. En el Censo de 2010 tenía una población de 780 habitantes y una densidad poblacional de 106,68 personas por km².

## Geografía
Hayes se encuentra ubicado en las coordenadas 30°6′40″N 92°55′26″O / 30.11111, -92.92389. Según la Oficina del Censo de los Estados Unidos, Hayes tiene una superficie total de 7.31 km², de la cual 7.2 km² corresponden a tierra firme y (1.52%) 0.11 km² es agua.

## Demografía
Según el censo de 2010, había 780 personas residiendo en Hayes. La densidad de población era de 106,68 hab./km². De los 780 habitantes, Hayes estaba compuesto por el 95.38% blancos, el 1.03% eran afroamericanos, el 0.77% eran amerindios, el 0.26% eran asiáticos, el 0% eran isleños del Pacífico, el 0.13% eran de otras razas y el 2.44% pertenecían a dos o más razas. Del total de la población el 0.26% eran hispanos o latinos de cualquier raza.